# Porto di Trieste
Il porto di Trieste è un porto situato nel golfo di Trieste, nell'omonima città dell'Alto Adriatico. Primo per movimentazione di rinfuse liquide in Italia nel 2017, con circa 62 milioni di tonnellate annue, di cui il 75% costituito da prodotti petroliferi, risulta essere il principale porto petrolifero del Mediterraneo. Nel 2020 il porto di Trieste ha movimentato 54 milioni di tonnellate di merci, di cui rinfuse liquide (petrolio) 37,5 milioni di tonnellate pari al 73% del volume totale merci  .
È suddiviso in cinque aree, corrispondenti ai cinque punti franchi, tre delle quali adibite a fini commerciali:
- Il Punto Franco Vecchio
- Il Punto Franco Nuovo
- Il terminal del legname, detto scalo legnami

Le due rimanenti sono utilizzate a scopi industriali:
- Il terminal industriale
- Il terminal petroli che serve l'oleodotto Trieste-Ingolstadt

## Storia

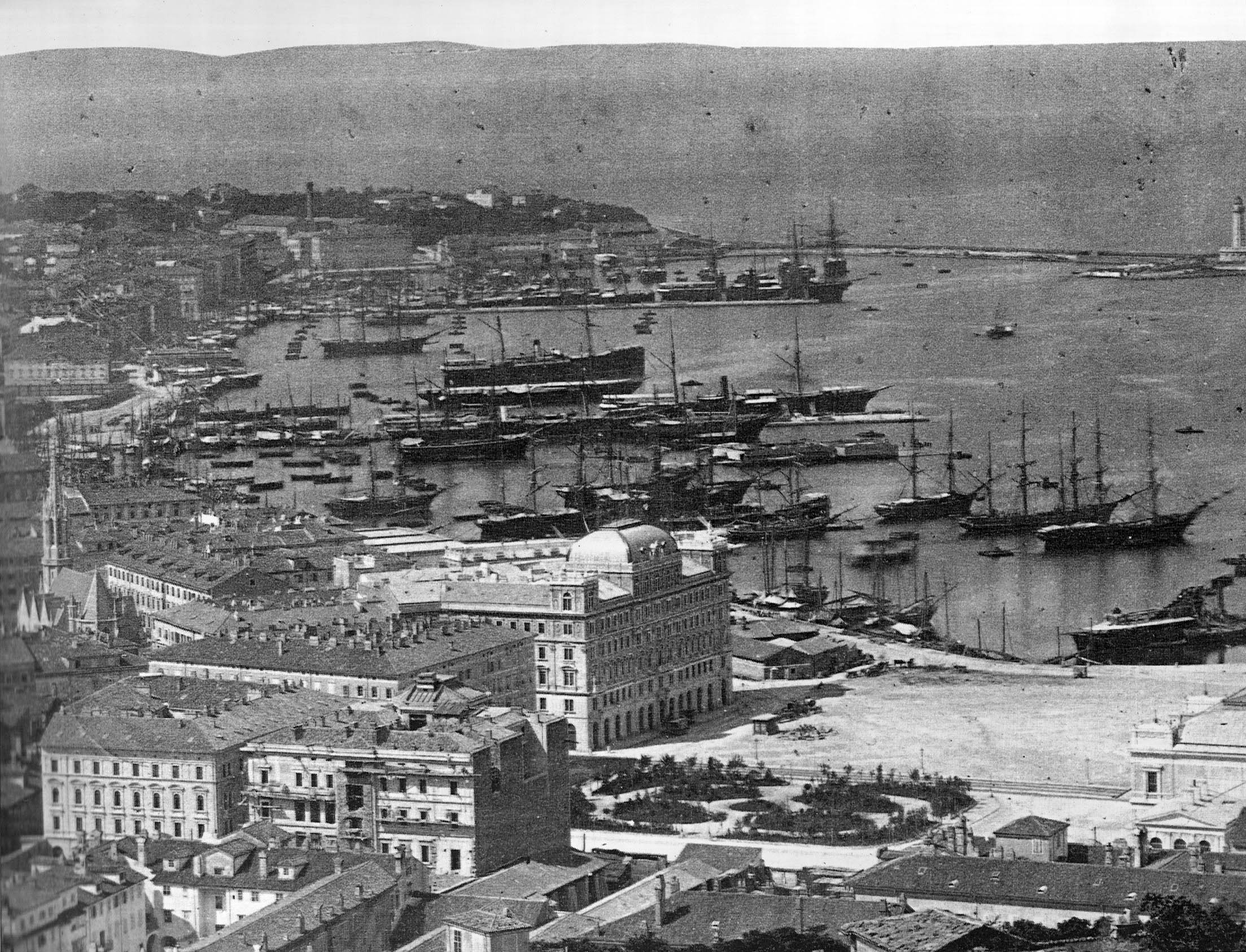
Il Porto di Trieste nel 1885

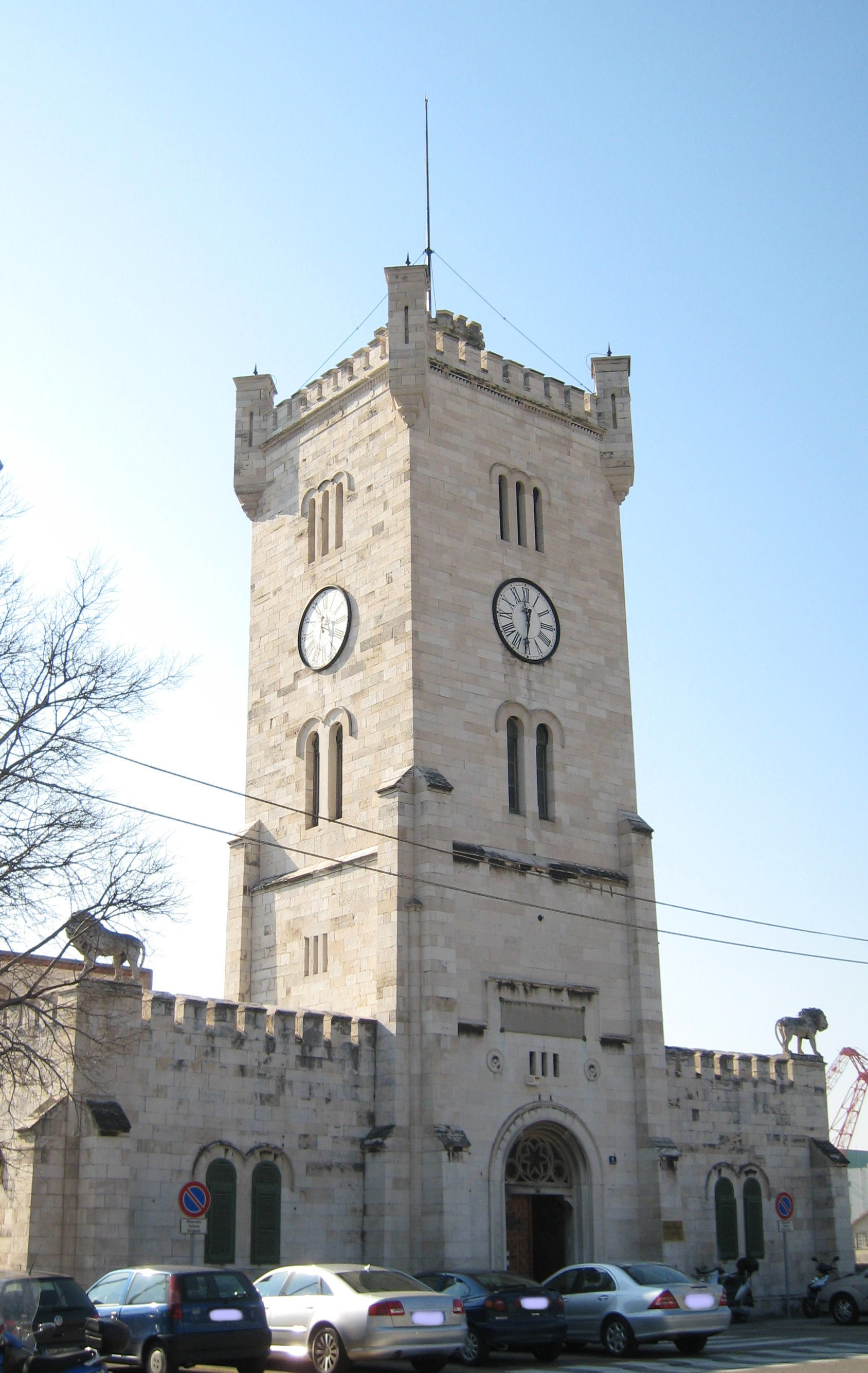
Nel 1850 la Società del Lloyd Austriaco commissiona all'architetto danese Christian Hansen il progetto per una sede del nuovo arsenale, visto che quello vecchio era stato espropriato a favore della Marina Militare Austriaca. Ora è sede dell'Autorità portuale di Trieste.

### Nascita e sviluppo
La storia del porto di Trieste iniziò nel XVIII secolo, a seguito della dichiarazione della libertà di navigazione nell'Adriatico del 1717 e della concessione della patente di porto franco nel 1719 da parte di Carlo VI d'Asburgo, imperatore del Sacro Romano Impero.
Con le patenti del 9 gennaio 1745 e del 27 aprile 1769, Maria Teresa d'Austria confermò la natura di porto franco, ampliandone i privilegi; in particolare, con la seconda ripristinò l'antico privilegio di assenza dei dazi per quanto riguarda i beni di consumo in uscita dalla Carniola e destinati alla città e al suo territorio, e aggiunse simili vantaggi doganali anche per l'importazione di materie prime e l'esportazione di prodotti finiti dalle fabbriche triestine verso le altre province austriache. 
Con la Pace di Vienna del 1809, il porto passò sotto la dominazione francese, per essere riguadagnato al governo austriaco dopo la sconfitta di Napoleone e la Pace di Parigi del 1814. Lo status di porto franco si è conservato fino ad oggi.
Il porto cominciò ad occupare progressivamente un posto sempre più di rilievo nel crocevia tra i trasporti marittimi e via terra che sfruttavano il corridoio del Mare Adriatico.
Nella seconda metà del XIX secolo l'importanza del porto triestino continuò ad aumentare grazie all'arrivo del collegamento ferroviario con Vienna e alla costruzione di nuovi complessi (attualmente indicati come Porto Vecchio).
Dopo l'apertura, nel 1869, del Canale di Suez, ci si rese conto che il porto di Trieste necessitava di un ulteriore ampliamento, che si concluse, dopo diverse fermate, verso la metà degli anni venti.
Gli ampliamenti non si fermarono all'inizio del secolo ma continuarono anche durante gli anni sessanta, con l'apertura dell'oleodotto transalpino, e nei settanta, con il completamento del terminal contenitori.
Con il Trattato di Parigi (1947), era prevista l'istituzione del TLT (Territorio Libero di Trieste) sotto la tutela dell'ONU. L'istituzione del TLT è stata superata con la definizione dei confini tra l'Italia e l'allora Repubblica Jugoslava con il Memorandum d'Intesa di Londra del 5.10.1954 I confini fissati nel 1954 sono poi diventati definitivi con il trattato di Osimo (1975). 
Il porto franco di Trieste è un porto franco comunitario extra-doganale e vi si accede passando una dogana. Nel 2014 l'Autorità portuale ha presentato uno studio sul porto franco di Trieste e sui suoi vantaggi, rilevando che lo scalo triestino ha il 73% delle agevolazioni in più rispetto agli altri porti.

### Il porto oggi
Nell'ambito dei traghetti, il Porto di Trieste possiede la più grande autostrada del mare tra la Turchia e l'Europa operata con dieci traghetti della compagnia U.N. Ro-Ro che possiede anche il 60% delle quote di Samer Seaports & Terminals, la società che gestisce il terminal dove attraccano i traghetti che collegano il porto giuliano a quelli di Istanbul e Mersin. Dal molo VI partono invece altri tre traghetti della Ekol Logistik che collegano Trieste ad Haydarpasa (Istanbul).
Per quanto riguarda il traffico container, il porto di Trieste è utilizzato dalle maggiori compagnie mondiali, come Maersk, CMA CGM, MSC, Evergreen, ZIM, Safmarine e Cosco, ed è il secondo porto container in Adriatico dopo Capodistria e prima di Venezia, totalizzando nel 2019 la cifra record di 789.594 TEU (2020: 776.025 TEU ; 2021: 757.243 TEU).
Il porto di Trieste possiede inoltre un moderno terminal passeggeri che ha più che raddoppiato il suo traffico fra il 2010 e il 2013 e che nell'ambito della diminuzione del passaggio delle grandi navi a Venezia si propone alle compagnie crocieristiche come porto passeggeri di riferimento per l'Alto Adriatico con collegamenti sia via terra che via mare con la città lagunare. A partire dal 2014, il porto di Trieste è stato inoltre oggetto di crescenti interessamenti e investimenti da parte del governo cinese e di numerose società basate nella Repubblica Popolare, che in esso hanno visto uno scalo importante nel contesto del grande progetto di connettività infrastrutturale della Nuova via della seta.
Al 2019, il porto di Trieste e La Spezia sono gli unici due hub italiani dotati di infrastrutture ferroviarie adeguate per il trasporto intermodale su gomma, con relativo retroporto. Se la Liguria presenta un deficit specifico di collegamenti di rilievo nazionale (Terzo Valico) ed estero (linea Reno-Alpi), le tratte italiane dei corridoi europei TEN-T non sono state ridondati su più linee, in modo tale da garantire la continuità del servizio ed evitare la paralisi del sistema in caso di guasto, sabotaggio o altra causa di interruzione.
La linea ad alta capacità Venezia-Trieste è in fase di studio di fattibilità, ed è alternativa al progetto di velocizzazione della tratta esistente con una riduzione di 30 minuti dei tempi di percorrenza e una spesa di € 1.8 mld.
Il Porto Nuovo di Trieste è stato luogo di scontri e proteste, ad ottobre 2022, per l'obbligo del GreenPass per accedere sui luoghi di lavoro durante la pandemia da Coronavirus. I movimenti sono stati successivamente oggetto di proteste anche in altri porti italiani.

## Piano Regolatore Portuale
Il Porto di Trieste ha concluso nel 2015 l'iter di approvazione del nuovo Piano Regolatore Portuale che interviene con varie modifiche, anche significative, del suo assetto:
1. Potenziamento del Terminal Passeggeri al molo Bersaglieri finalizzato all'ormeggio delle moderne navi da crociera di lunghezza oltre i 300 metri (il molo verrà allungato da 220 metri a 370 metri e i fondali arriveranno ad essere profondi fino a 11 metri).
2. Realizzazione di un moderno terminal general cargo dotato di oltre 35 ha di piazzale, magazzini e accosti per navi di dimensioni medio-grandi con la previsione di integrare i moli V e VI.
3. Raddoppio del molo VII, terminal container, con conseguente previsione del raddoppio della capacità fino a 1,5 milioni di TEU.
4. Costruzione della piattaforma logistica che si sviluppa su un'area di circa 247000 m² e prevede la realizzazione di 140000 m² di nuove banchine, un terminal ferroviario e nuovi edifici tra cui un magazzino a temperatura ambiente, un magazzino frigorifero, aree dedicate al deposito container, palazzina uffici e parcheggi. Con la delibera ufficiale e definitiva del 6 settembre 2013 del Cipe di €32 milioni per la piattaforma logistica (132 milioni di cui 70 Autorità Portuale, 32 milioni Cipe, 30 milioni privati) l'opera è stata approvata il 12 maggio 2014 con l'assegnazione dell'opera a I.CO.P. spa, Cosmo Ambiente srl, Parisi Casa di Spedizioni spa, e Interporto Bologna spa invece di Mantovani spa, Venice Green Terminal srl, e Samer Seaports and Terminals srl. L'aggiudicazione in favore del raggruppamento “ICOP” è stata formalizzata a seguito dell'esclusione, all'esito delle verifiche di legge effettuate sulle dichiarazioni sostitutive ex art. 38 del D.Lgs. 163/2006, del raggruppamento temporaneo di Imprese con capogruppo l'Impresa di Costruzioni Ing. E. Mantovani S.p.A., che era stato dichiarato aggiudicatario provvisorio.
5. Costruzione del nuovo molo VIII che sarà adibito principalmente al traffico container, che costituisce lo stralcio successivo a quello della piattaforma logistica, dove potranno attraccare le meganavi di ultima generazione con pescaggio fino ai 18 metri.
6. Realizzazione di un nuovo terminal ro-ro nella parte sud del porto che avrà una struttura in grado di accogliere quattro navi ro-ro contemporaneamente e che sarà dotato di ampi piazzali e ottimi raccordi stradali e ferroviari.
7. Approvazione dell'uso dell'area del porto vecchio nel settore turistico e cittadino, con il conseguente ok al restauro dei magazzini di alto pregio soprattutto nell'ambito architettonico e con conseguente abbandono dell'area dalle attività logistico-portuali.

Nel 2013, la Regione Friuli-Venezia Giulia e l'Autorità Portuale di Trieste hanno avviato un piano di investimenti infrastrutturali e di incentivi economici per lo sviluppo del trasporto intermodale combinato, in particolare su rotaia. Le operazioni sono avvenute in coordinamento con Alpe Adria, società pubblica di movimentazione logistica attiva nel porto triestino. I volumi movimentati da Alpe Adria nel 2011 erano stimati intorno ai 393.000 teu, in crescita del 24% rispetto all'anno precedente.

## Il Porto Vecchio
Il Porto Vecchio, situato nella Città Nuova, si estende su una superficie di circa 617.000 m², dallo sbocco del Canal Grande di Trieste ai limiti del quartiere di Barcola. 
In quest'area diventano evidenti gli stretti legami tra città e porto, e il comune processo di sviluppo urbano e storico.
I moli del Porto Vecchio sono cinque (0, I, II, III e IV); ne fanno inoltre parte 23 edifici di grandi dimensioni, tra magazzini e strutture tecniche e amministrative; tutto l'insieme, compresi gli oltre 3000 metri di banchine, è riparato da una diga foranea. Il Porto era anche collegato alla Ferrovia Meridionale.
Magazzini e hangar, che inizialmente erano 38 corpi di fabbrica, sono suddivisibili in tre tipologie di edifici:
- edifici a un piano fuori terra, principalmente magazzini e depositi;
- edifici a due o tre piani fuori terra, con cantine e soffitte e con ballatoi sostenuti da colonnine di ghisa che collegano gli avancorpi;
- edifici a quattro piani fuori terra, con cantine, che sono di più recente costruzione ed hanno spesso accesso a livello strada.

I magazzini sono stati inizialmente dotati di gru, ascensori, montacarichi e altre attrezzature di sollevamento utilizzate per il carico e lo scarico merci. Gli edifici del primo e del secondo gruppo hanno una scalinata (una piattaforma rialzata, di circa 1 metro di altezza, utilizzata per eseguire le operazioni di carico e scarico con vagoni), mentre quelli del terzo gruppo, eretti in anni più recenti (all'inizio del 1900), hanno porte d'ingresso a livello del suolo.
L'architettura di questi edifici monumentali è caratterizzata da linee verticali e orizzontali lungo le facciate. Le linee orizzontali (i marcapiani, per esempio) danno agli edifici un aspetto longitudinale, mentre le linee verticali (lesene e avancorpi) creano interruzioni. Attraverso l'armonizzazione delle linee, gli elementi strutturali acquisiscono un valore architettonico.
L'uso di diversi materiali di finitura, attraverso il lavoro di maestri decoratori e scalpellini, ha fornito a questi edifici una serie di elementi decorativi. Cornicioni, modiglioni, capitelli, basamenti, davanzali producono un effetto che, attraverso i colori naturali, crea una impressione cromatica uniforme.
Le colonnine in ghisa sono una caratteristica distintiva dei piani terra degli hangar.

## Cantieri navali
- Bacini 1 e 2: Ocean
- Bacino 3: FINCANTIERI ATSM - Arsenale Triestino San Marco - ex Lloyd Triestino ora bacino carenaggio fino a 20.000 TSL
- Bacino 4: FINCANTIERI ATSM -  Arsenale Triestino San Marco - bacino carenaggio fino a 140.000 TSL
- Cantiere San Rocco dismesso e demolito

## Voci correlate

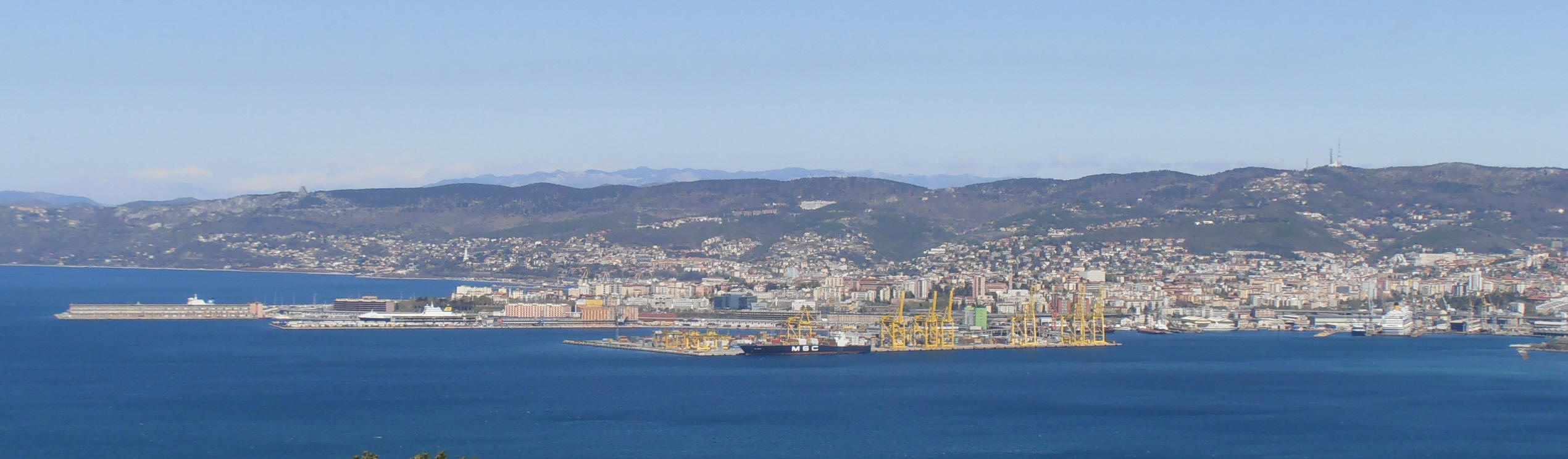
Il porto nuovo